# Jerry Pillay
Pour les articles homonymes, voir Pillay.
Jerry Pillay, né en 1965, est un pasteur réformé sud-africain, membre de l’Église presbytérienne unifiante d'Afrique australe. Il est président de la Communion mondiale d'Églises réformées (CMER) de 2010 à 2017 et secrétaire général du Conseil œcuménique des Églises (COE) depuis 2023.

## Biographie
Jerry Pillay est né en 1965 dans une famille d'origine indienne installée en Afrique du Sud depuis cinq générations.
Animé d'une vocation pastorale dès son enfance, il est titulaire d'une licence en théologie (avec mention) de l'Université de Durban-Westville (1986), d'une maîtrise en missiologie et histoire de l'Église de l'Université de Durban-Westville (1988) et d'un doctorat en missiologie, histoire de l'Église et Nouveau Testament de l'université du Cap (2002) orienté sur le développement social. 
D'abord pasteur proposant à la McDonald Memorial Presbyterian Church à Amanzimtoti de 1987 à 1989, il exerce ensuite comme pasteur à la Lotus Park Presbyterian Church à Durban, puis à la Bridgetown Presbyterian Church au Cap, enfin à la St Andrew's Presbyterian Church à Benoni de 1998 à 2008.
Il est professeur de théologie à l'université de Pretoria, où il dirige le département d'histoire et d'ecclésiologie et où il est doyen de la Faculté de théologie et de religion.
Modérateur puis secrétaire général de l'Église presbytérienne unifiante d’Afrique du Sud, membre du comité central du Conseil sud-africain des Églises (SACC), il est élu président de la Communion mondiale d'Églises réformées (CMER) le 24 juin 2010. Il est également membre du Conseil mondial des missions (CWM), organisme international basé à Londres.
Le 17 juin 2022, il est élu secrétaire général du Conseil œcuménique des Églises (COE), et entre en fonction le 1er janvier 2023.

## Travaux publiés
Jerry Pillay est l'auteur d'une trentaine d'articles, ayant trait à l'histoire de l’Église, à la missiologie ou à d'autres sujets, publiés pour l'essentiel entre 2015 et 2021.

## Distinctions
Le professeur Pillay est titulaire d'un doctorat honoris causa en théologie de l'université de Debrecen en Hongrie.